# Alcantarilla-Staudamm
Der Alcantarilla-Staudamm war eine römische Gewichtsstaumauer in der Provinz Toledo in Kastilien-La Mancha (Spanien) aus dem 1. Jh. n. Chr. Der Damm liegt wahrscheinlich schon seit der Römerzeit in Trümmern. Ähnliche Entstehung und Bauweise weist auch der Proserpina-Damm bei Mérida auf.

## Lage und Aufbau
Der Damm fasste den Fluss Guajaraz, einen Nebenfluss des Tajo, ziemlich weit oben in seinem Lauf; und bildete den oberen Teil der römischen Wasserversorgung von Toledo. Er hatte eine Länge von 800 Metern, die größte Höhe wird auf 15 bis 20 Meter geschätzt. Das Bauwerk setzte sich aus einer dammförmigen Aufschüttung aus sandigen Tonen und einer flussaufwärts davon liegenden, an der Basis etwa vier Meter dicken Staumauer zusammen. Die Staumauer besaß einen Kalkbeton-Kern (Opus caementitium) und war auf beiden Seiten mit Mauerwerk (Opus incertum) von wechselnder Stärke bedeckt. Es bestand vor allem auf der talaufwärts gelegenen Seite aus sorgfältig behauenem Naturstein und besaß kein Wehr als Überlauf in Zeiten großen Wasserdrangs. Die Überreste von zwei Einlauftürmen bezeugen jedoch, dass zumindest dort das Wasser in solchen Zeiten abfließen konnte.
Die Ursache des Dammbruchs, der zur Zerstörung des Damms führte, wird auf die geringe Dicke der Staumauer zurückgeführt, die dem seitlichen Druck des während eines Hochwassers möglicherweise wassergesättigten Erdbauwerks nicht standhielt.